# MAZ-525
Der Lkw MAZ-525 (russisch МАЗ-525, deutsche Transkription eigentlich MAS-525) ist ein Großmuldenkipper des sowjetischen Fahrzeugherstellers Minski Awtomobilny Sawod, der Ende der 1940er-Jahre entwickelt wurde. Ab 1959 wurde die Produktion dieses Typs im Zuge der Spezialisierung der sowjetischen Automobilindustrie zu BelAZ verlagert und dort unter dem Namen BelAZ-525 1965 beendet.

## Historisches
Ende der 1940er Jahre bestand in der Sowjetunion ein Bedarf an schweren Muldenkippern, der aus heimischer Produktion nicht gedeckt werde konnte. Besonders für die enormen Materialbewegungen beim Bau von größeren Staudämmen waren keine geeigneten Fahrzeuge vorhanden.
Erste Experimente mit Lastkraftwagen in einer Größenordnung von 25 Tonnen Zuladung gab es in der Sowjetunion 1949. Dazu wurde ein JaAZ-210E mit zwei zusätzlichen Hinterachsen (Antriebsformel nun 10×8 statt ehemals 6×4) und einer Kippmulde versehen. Die Forschung, Planung und Entwicklung wurde jedoch zügig in das noch junge Minski Awtomobilny Sawod verlegt und unter dem Namen MAZ-525 weitergeführt. 1951 wurde mit der Serienproduktion begonnen. Die Fahrzeuge wurden sogleich unter anderem beim Bau des Wolga-Don-Kanals eingesetzt.
1957 wurde auf Grundlage des Modells der MAZ-530 als dreiachsige Variante entwickelt. 1959, im Zuge der Spezialisierung der sowjetischen Automobilindustrie, wurde die Fertigung zu BelAZ verlagert. Dort wurde der Typ bis 1965 als BelAZ-525 weitergefertigt und schließlich durch den BelAZ-540 ersetzt.

## Beschreibung
Die Fahrzeuge wurden grundsätzlich als Muldenkipper im Langhauberdesign ausgeführt, das heißt, der Motor lag vor der Kabine. Eine Besonderheit ist, dass die Hinterachse direkt und ohne Federung mit dem Rahmen verbunden ist. Um 1950 standen keine Federungselemente zur Verfügung, die der Stoßbelastung beim Verladen von Gesteinsmaterial mit einer Brockengröße von bis sechs Kubikmetern standgehalten hätten. Einzige Federung waren Gummielemente zwischen Mulde und Rahmen sowie die übergroßen Räder und Reifen.
Auch sind die Fahrzeuge aus den 1950er Jahren die ersten zivilen, in denen der ursprünglich für den Einsatz in Panzern konzipierte V12-Dieselmotor vom Typ D-12A eingesetzt wurde.
Der einzige bekannte Kipper der heute noch erhalten ist steht als Denkmal in Krasnojarsk.

## Varianten
Im Laufe der Produktionsgeschichte wurden verschiedene Abwandlungen am Fahrzeug vorgenommen, die entstandenen Versionen teilweise parallel gefertigt. Dies reicht von Detailänderungen bis hin zu anderen Aufbauten oder Motoren. Das Fahrzeug war in der Sowjetunion dieser Zeit das einzige in dieser Größe und diente deshalb als Grundlage für einige schwere Baumaschinen.
Eine der Detailänderungen war zum Beispiel, dass man im Laufe der Zeit dazu überging, den Luftfilter zunächst von innen nach außen zu verlegen und später zwei davon pro Fahrzeug einzubauen. Dies war nötig, da die Maschinen oft in sehr staubigen Umgebungen wie Steinbrüchen Verwendung fanden.
1959 gab es versuchsweise eine Version als Sattelzugmaschine, die mit einem 45-Tonnen-Auflieger vom Typ BelAZ-5271 betrieben wurde. Dieses Modell wurde als MAZ-525A bezeichnet. Man stellte jedoch fest, dass der V12-Dieselmotor für diese Last zu schwach war. Erst 1962 wurde diese Idee mit dem leistungsstärkeren BelAZ-540B wieder aufgegriffen.
Unter der Bezeichnung MAZ-E-525D wurde eine Zugmaschine für den Schürfzug D-189 gebaut. Auch hier war die Leistung der begrenzende Faktor. Bei einem Ladevolumen von 15 m³ war der MAZ-E-525D zwar in der Lage, das Fahrzeug im vollen wie auch leeren Zustand zu bewegen. Um zu schürfen, bedurfte es jedoch einer zweiten schiebenden Zugmaschine, die mit Zusatzgewichten auf der Sattelkupplung betrieben wurde.
Teile der Konstruktion wurden auch beim MAZ-541 verwendet, einen Flugzeugschlepper aus den 1950er Jahren. Er war für eine Anhängelast von 85 Tonnen konzipiert und wurde in äußerst geringen Stückzahlen gebaut.
Da die Maschinen wegen ihres Gewichts und des V12-Dieselmotors (300 PS (221 kW) bei knapp 39 l Hubraum) äußerst ineffizient waren, wurde in geringer Stückzahl eine Variante mit Elektromotor und Stromzufuhr über Oberleitungen und Stromabnehmer gebaut. Bedeutender Nachteil war, dass die Fahrzeuge nur auf festen Strecken mit entsprechenden Oberleitungen verkehren konnten. Verwendet wurde ein D-202-Motor mit 172 kW maximaler Leistung.

## Technische Daten
Die folgenden Daten beziehen sich auf das Grundmodell MAZ-525.
- Motortyp: D-12A
- Motor: 12-Zylinder-Dieselmotor
- Leistung: 221 kW (300 PS)
- Hubraum: 38,8 l
- Kompression: 15:1
- Kraftstoffverbrauch: 135 l/100 km (bei ca. 18–25 km/h), bis 160 l/100 km
- Tankinhalt: 400 l Dieselkraftstoff
- Getriebe: manuelles Schaltgetriebe mit 5 Vorwärtsgängen und einem Rückwärtsgang
- Antriebsformel: (4×2)
- Höchstgeschwindigkeit: 30 km/h

Abmessungen und Gewichtsangaben
- Länge: 8220 mm
- Breite: 3220 mm
- Höhe: 3675 mm
- Radstand: 4780 mm
- Bodenfreiheit hinten, vorne: 460/700 mm
- Spurweite vorne: 2500 mm
- Spurweite hinten: 2200 mm
- Wendekreis (Radius): 13.800 mm
- Reifendimension: 18,00×32
- Inhalt Kippmulde: 14,3 m³
- maximaler Kippwinkel: 65°
- Zeit zum Abkippen: 40 s
- Leergewicht: 24.380 kg
- Zuladung maximal: 25.000 kg
- Gesamtgewicht: 49.380 kg